# Exklave Bürgenstock

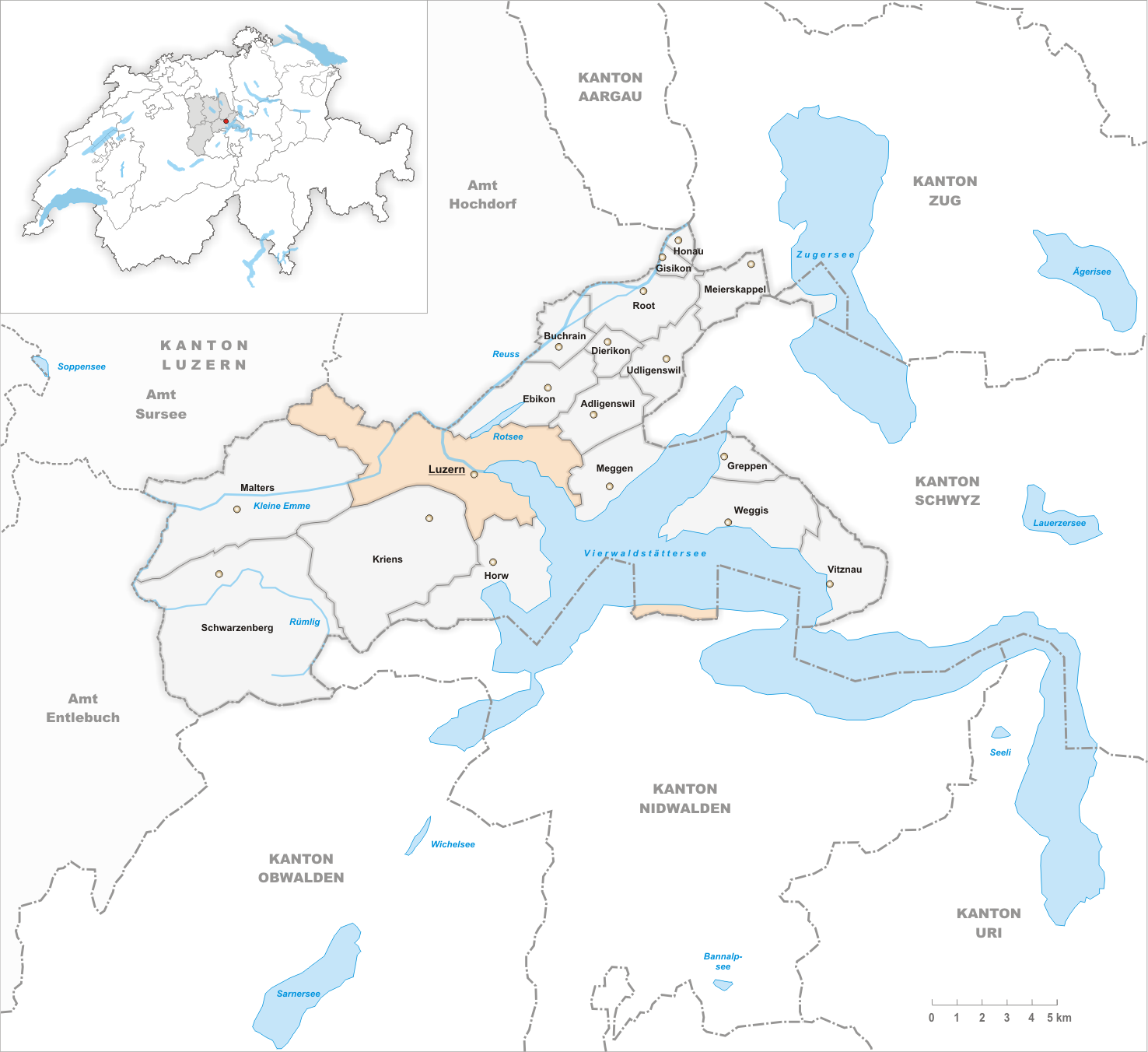
Karte der Gemeinde Luzern

Die Exklave Bürgenstock befindet sich am nördlichen Steilabfall des Bürgenstocks am Vierwaldstättersee in der Schweiz. Im Osten, Süden und Westen grenzt das zur Stadt Luzern gehörende Gebiet an den Kanton Nidwalden und gilt somit als Exklave von Stadt und Kanton Luzern. Die Stadt Luzern ist seit dem Jahr 1378 im Besitz dieses Gebietes. Mit dem Hammetschwand-Lift führt der höchste Freiluft-Aufzug Europas von der Exklave zum Aussichtspunkt Hammetschwand auf dem Bürgenstock.

## Geografie und Nutzung
Das Gebiet erstreckt sich über 3,3 km von Osten nach Westen entlang des Südufers des Vierwaldstättersees. Es weist eine Fläche von 145,8 Hektaren auf und ist offiziell unbewohnt.
Im Osten der Exklave befindet sich der Ort Undermatt. Dieser ist wie die gesamte Exklave unbewohnt und besteht nur aus einem Landwirtschaftsgebäude, einer Schiffsanlegestelle sowie aus Überresten der Talstation der früheren Seilbahnstation auf den Mattgrat. Auf diesem stand früher ein Hotel, das in den 1970er-Jahren abbrannte, aber nicht wiederaufgebaut wurde. Die Seilbahn, die auf einer Länge von 350 Metern einen Höhenunterschied von 310 Metern überwand, wurde 1934 von der Firma Oehler errichtet. Diese diente dazu, das Hotel leichter für die Gäste erreichbar zu machen. Nach dem Hotelbrand war die Seilbahn noch für Wanderer und nach Erlöschen der Konzession für Personenbeförderung für Materialtransporte zu den Höfen auf dem Mattgrat bis Anfang der 1990er-Jahre in Betrieb.
Der 700 Meter weiter östlich gelegene Ort Obermatt, der von Undermatt über einen Fussweg zu erreichen ist, gehört bereits zum Kanton Nidwalden (Gemeinde Ennetbürgen).

## Bildergalerie

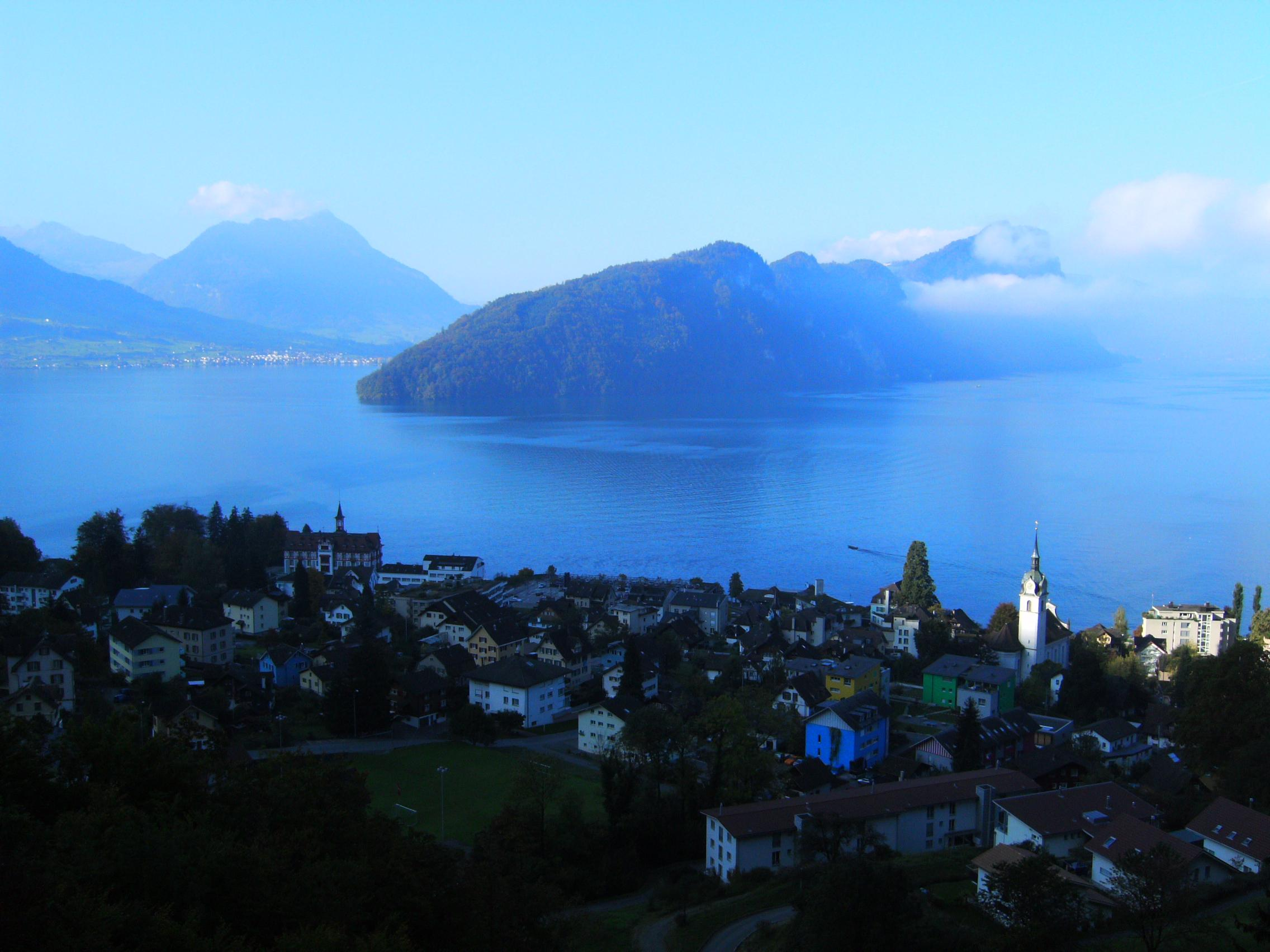
Der Bürgenstock von Vitznau aus gesehen.
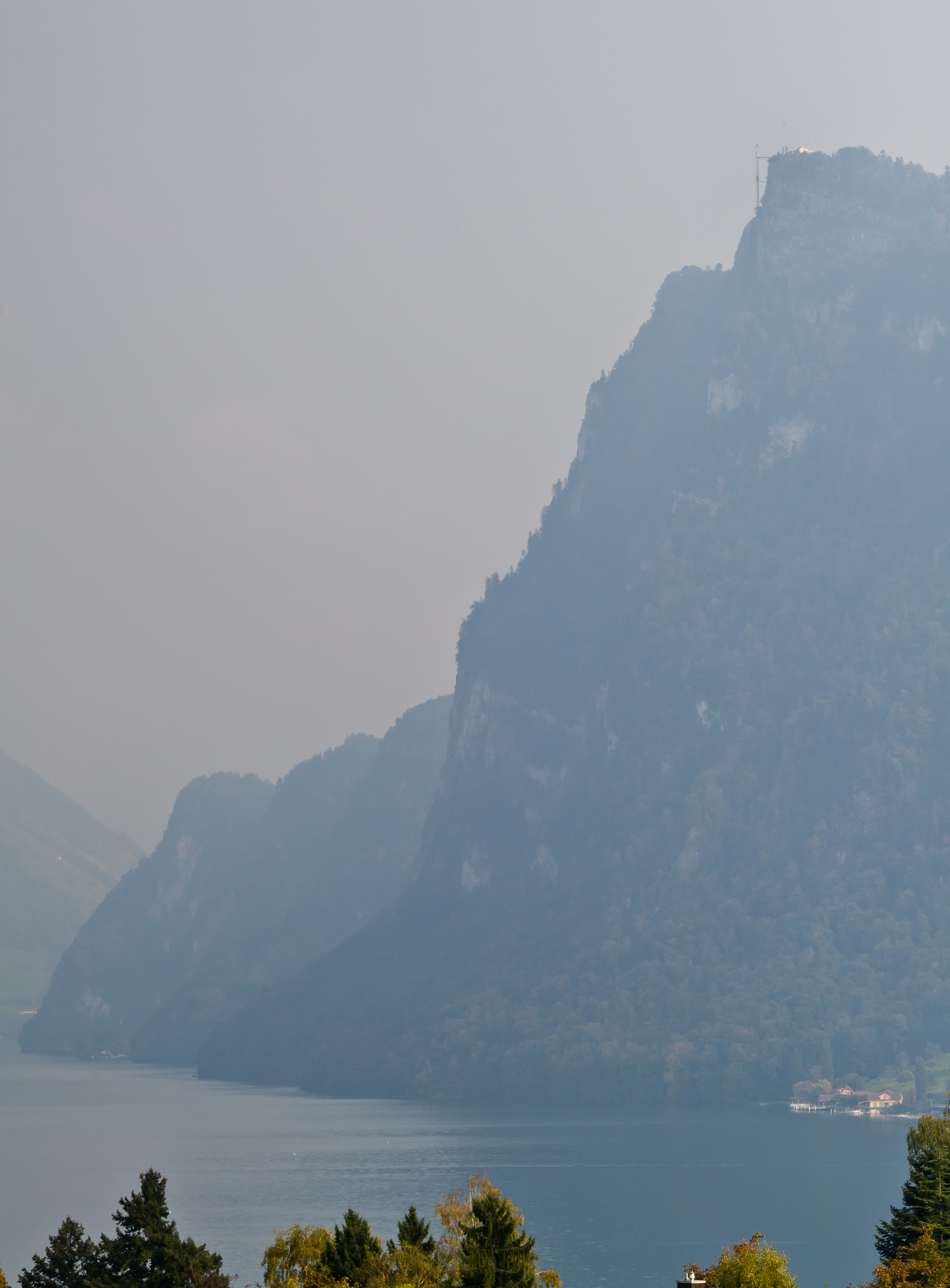
Die Exklave Bürgenstock vom Vierwaldstättersee aus gesehen. Am rechten Bildrand (Westen) ist der Ort Kehrsiten zu sehen, der bereits zum Kanton Nidwalden (Gemeinde Stansstad) gehört.
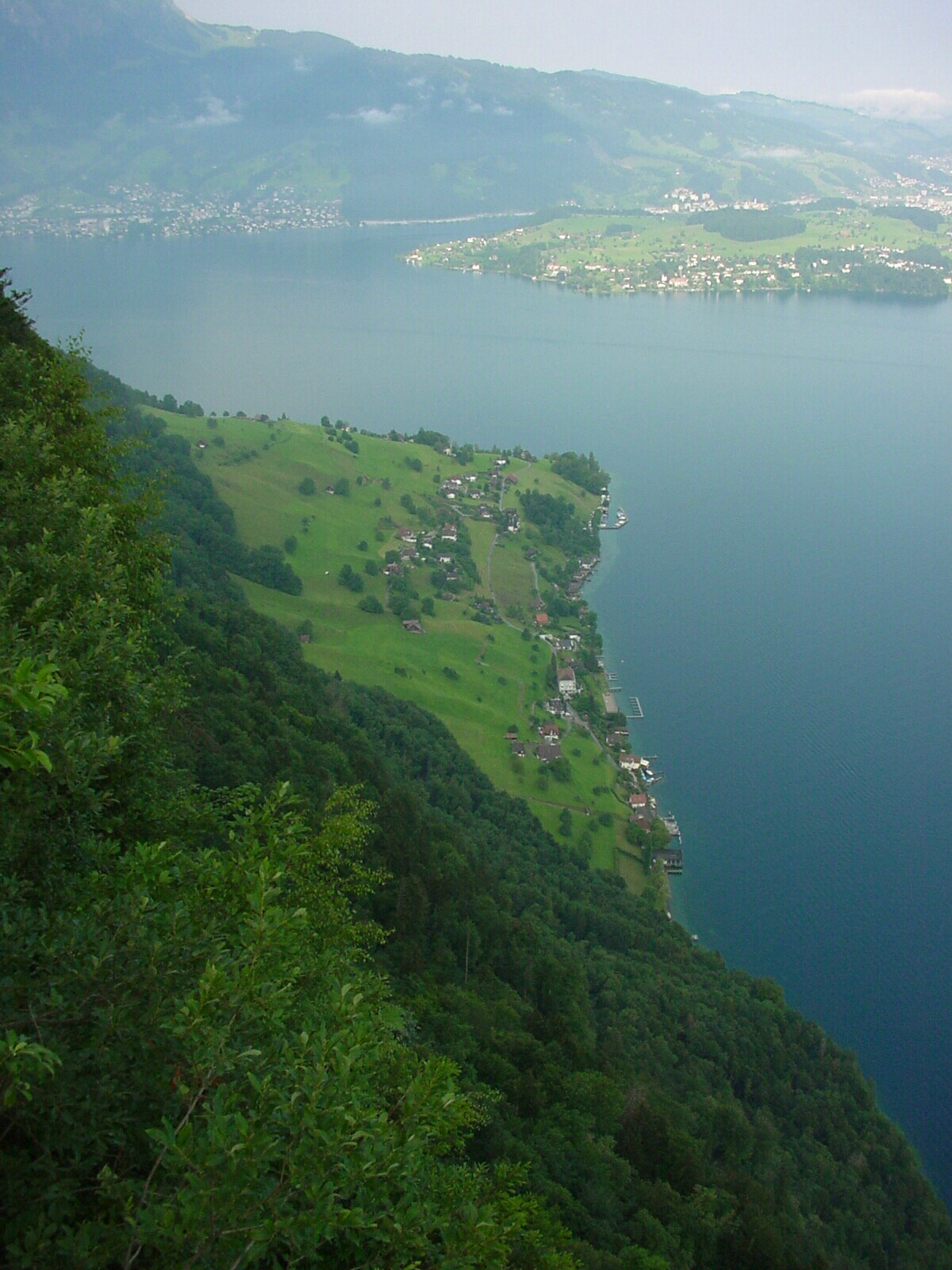
Blick vom Bürgenstock auf Kehrsiten am Vierwaldstättersee